# Virneburg (Adelsgeschlecht)

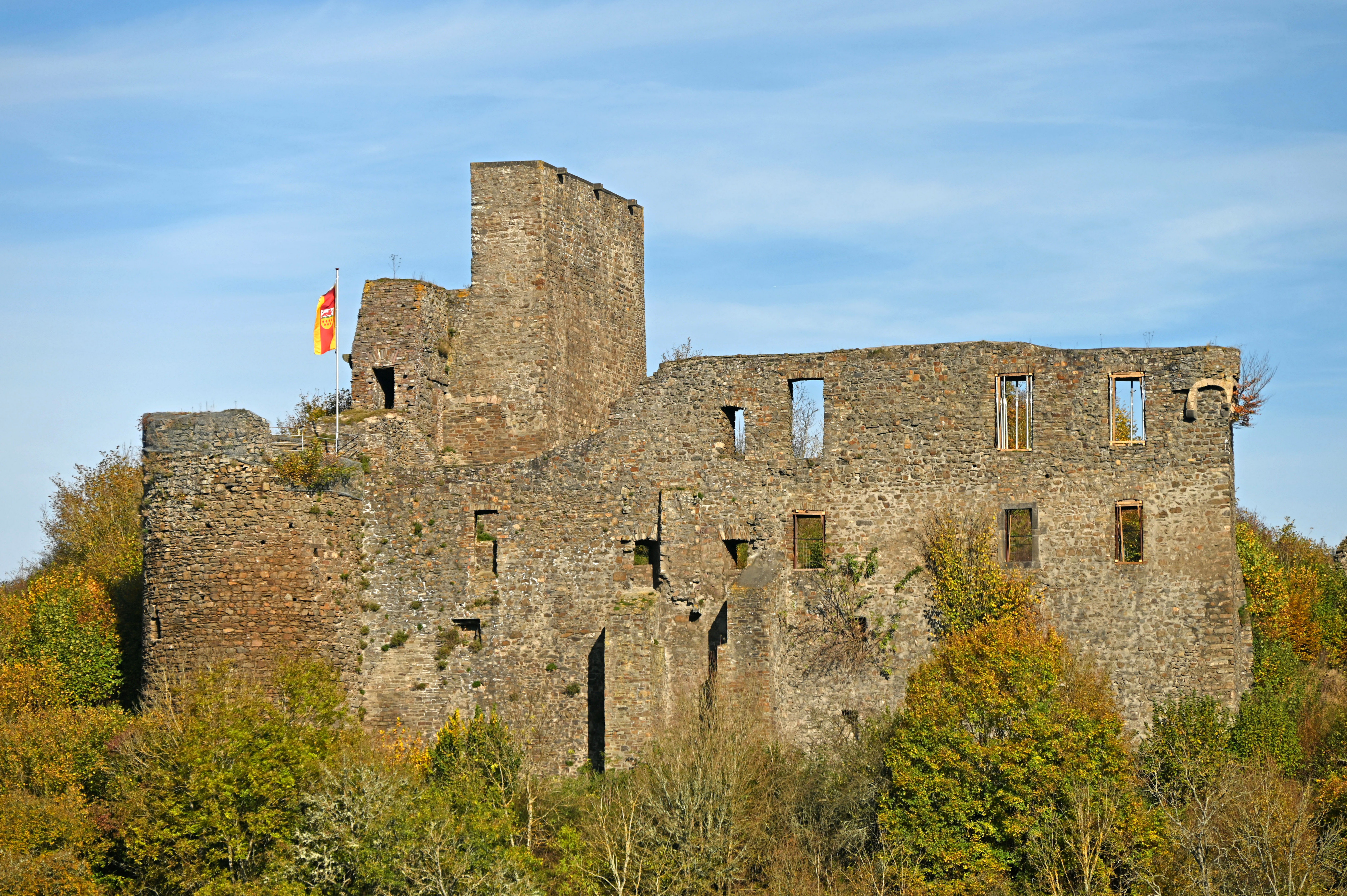
Die Virneburg, Stammsitz der Grafen von Virneburg

Die Grafen von Virneburg waren ein Adelsgeschlecht, das im Mittelalter zu den einflussreichen Adelsfamilien im Rheinland gehörte. Sie hatten ihren Stammsitz auf Burg Virneburg. Ihr Territorium war die Grafschaft Virneburg, die im heutigen linksrheinischen nördlichen Rheinland-Pfalz lag. Mit Heinrich II. von Köln und Heinrich III. von Mainz stellten die Virneburger im 14. Jahrhundert zwei Erzbischöfe und Kurfürsten.

## Geschichte
Der Vater des ersten Grafen von Virneburg, Hermann, war wahrscheinlich Bernard von Virneburg, der von 1042 bis 1061 in Urkunden der Erzbischöfe von Trier als Zeuge aufgeführt wurde.
Das Geschlecht der Grafen von Virneburg erlosch mit Kuno von Virneburg, Sohn von Philipp von Virneburg und Walpurgis von Solms–Lich, Graf zu Virneburg und Neuenahr, Herr zu Saffenberg und Sombreff, im Jahre 1545 und wurde von den Grafen von Manderscheid beerbt. Doch es war nur ein Teil, den sie erbten, denn der Trierer Fürstbischof hatte den größten Teil (die große und kleine Pellenz, Ort und Burg Monreal, die Höfe Kehrig und Spurzenheim) als erledigtes Lehen eingezogen. Der Rest mit Virneburg selbst fiel an Graf Dietrich IV. von Manderscheid (reg. 1501–1551), den Sohn von Mechthild von Virneburg.
Graf Dietrich V. von Manderscheid-Schleiden (reg. 1551–1560) bekam dann den Rest als Lehen von Trier. Von den Grafen von Manderscheid kam die Grafschaft Virneburg zu Ende des 16. Jahrhunderts durch Heirat an die Grafen von Löwenstein-Wertheim.

## Wappen
Stammwappen derer von Virneburg: In Gold sieben (4:3) zu zwei Balken aneinandergereihte rote Rauten (Wecken). Auf dem Helm mit schwarz-roten Decken der verkleinerte Wappenschild zwischen zwei schwarzen Hörnern, die außen mit je drei silbernen Kugeln besteckt sind. Die Helmzier variierte anfangs: Rupert III. von Virneburg zeigte 1355 einen schwarzen Flug. Sein Sohn Heinrich führte 1335 den Schild mit blauem Turnierkragen und eine Art Schirmbrett zwischen dem Flug. Seine Brüder Gerhard und Adolf von Virneburg etablierten schließlich als Helmzier den Schild zwischen den Hörnern.
Historische Wappenbilder

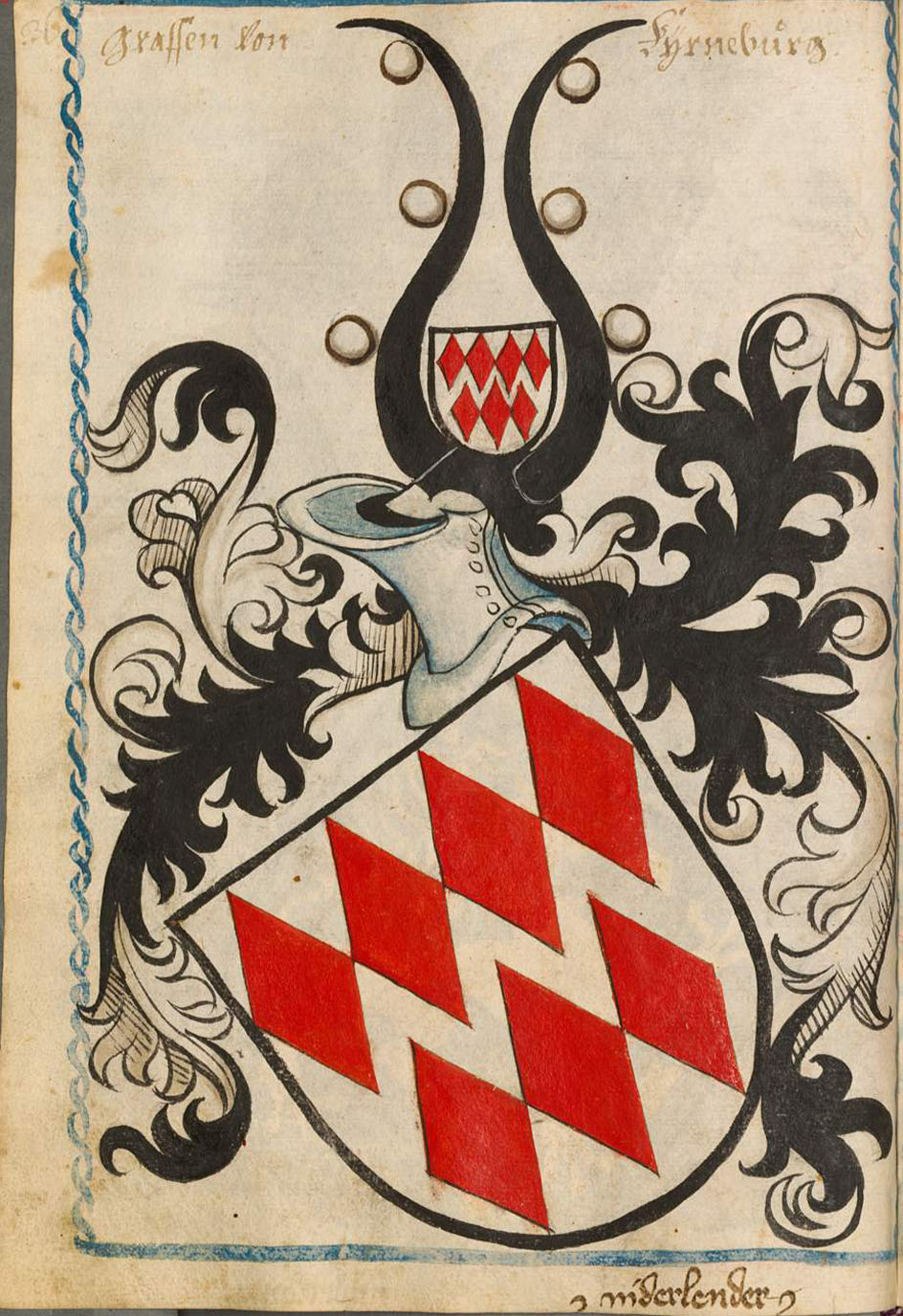
Wappen im Scheiblerschen Wappenbuch
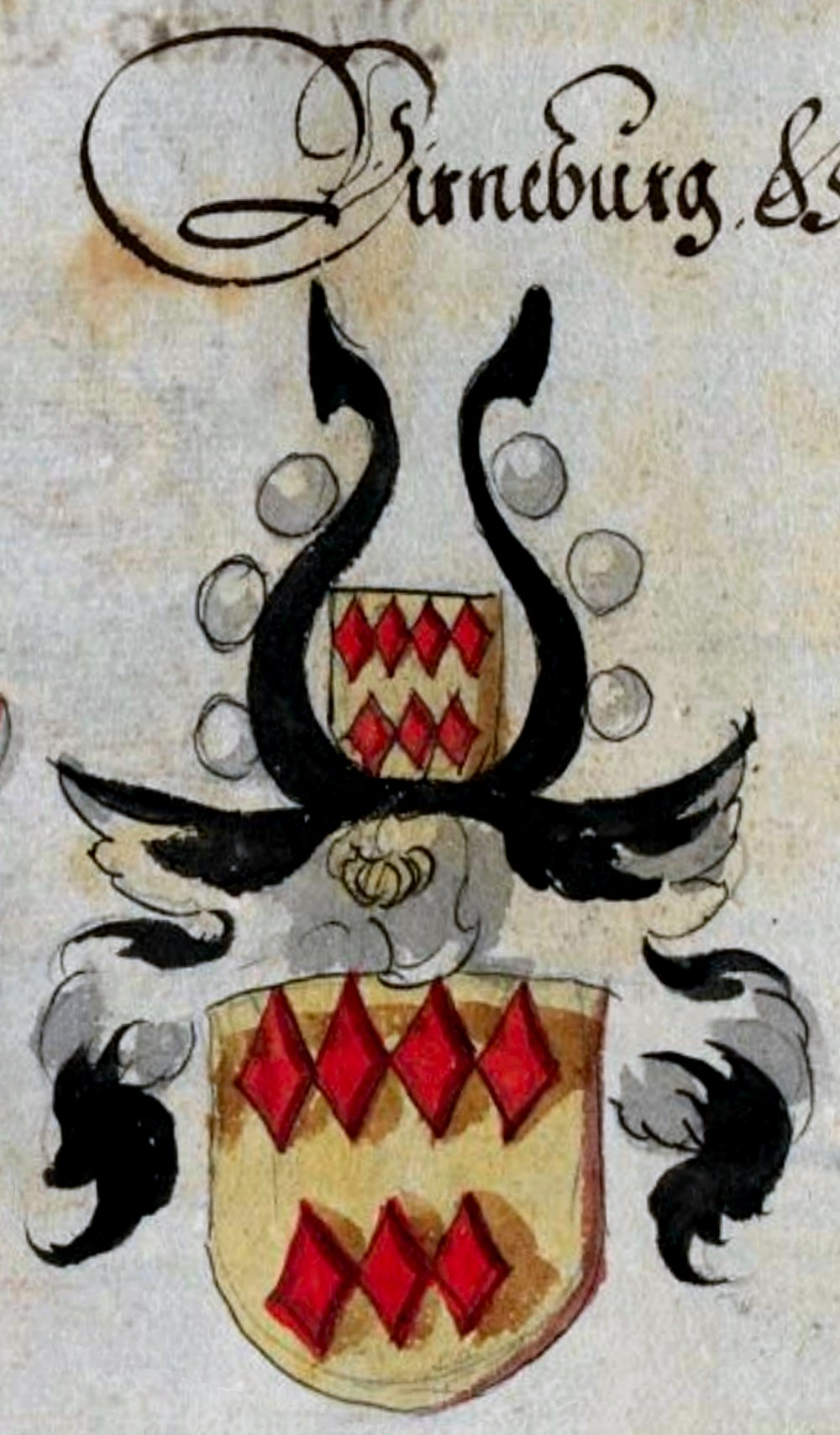
Abbildung in der Sammlung von Wappen aus verschiedenen, besonders deutschen Ländern

## Stammliste der Familie
1. Hermann I. von Virneburg, Graf (1112–????)
  1. Hermann II. von Virneburg, Graf (11??–1192) ⚭ NN von Cuyk, Tochter von Gottfried von Cuyk
    1. Gottfried von Virneburg, Graf (1192–1204)
      1. Hermann III. von Virneburg, Graf (1204–1238) ⚭ (II) Lukardis von Nassau (* um 1175/1180; † vor 1222); ⚭ I: Gebhard IV. von Querfurt, Burggraf von Magdeburg
        1. Ruprecht I. von Virneburg, Graf (1238–1242)
        2. Heinrich von Virneburg, 1238 Kanoniker in Karden, resigniert 1241, Graf (1242–1289) ⚭ Ponzetta von Oberstein (1253–1332)
          1. Ruprecht II. von Virneburg, Graf (1289–1308) ⚭ Kunigunde von Neuenahr
            1. Ruprecht III. von Virneburg, Graf (1308–1352) ⚭ (1) 1346 Ida von Heppendorf (1. Ehe mit Rutger (I.) Raitz von Frentz, Ritter und Bürgermeister von Köln) ⚭ (2) Agnes von Westerburg
              1. Heinrich von Virneburg, († 1335) ⚭ 1327 Maria von Jülich, Tochter von Gerhard V. von Jülich (Maria heiratet in zweiter Ehe Dietrich VII. von Kleve und in dritter Ehe Konrad von Saffenberg)
                1. Gerhard von Virneburg, Propst zu Aachen

              2. Gerhard von Virneburg, Domdekan in Köln, Graf (1352–1379)
              3. Adolf von Virneburg, Kanoniker an St. Gereon in Köln, Graf (1380–1383) ⚭ Jutta von Randerath
                1. Ruprecht IV. von Virneburg, Graf (1383–1445) ⚭I Johannetta von Blankenheim, ⚭II Agnes von Solms

              4. Johann von Virneburg, Bischof von Münster, danach Bischof von Ütrecht (1364–1371)
              5. Ruprecht von Virneburg, Propst an St. Maria ad Gradus in Köln
              6. Kunigunde ⚭ Gilles von Daun
              7. Agnes von Virneburg, ⚭ Wilhelm von Braunsberg, Graf zu Wied
              8. Elisabeth ⚭ Johann von Schleiden

            2. Heinrich von Virneburg, Erzbischof von Mainz (1328/37–1346/53)
            3. Gerhard von Virneburg, Chorbischof in Trier
            4. Johann von Virneburg, Propst in Xanten
            5. Ponzetta von Virneburg, († 1308) ⚭ Johann Vogt von Hunolstein, Herr zu Neumagen
            6. Mechtild von Virneburg, ⚭ Otto, Graf von Cleve
            7. Elisabeth von Virneburg (um 1303–1343) ⚭ Heinrich, Herzog von Österreich
            8. Kunigunde von Virneburg, ⚭ Johann von Arkel

          2. Heinrich von Virneburg, Erzbischof von Köln (1306–1332)
Relief am Geschichtsbrunnen in OlpeLisa 1285–1304 ⚭I Heinrich V. von Kessel 1262–1285, ⚭II Dietrich Luf II. von Kleve
          3. Heinrich von Virneburg, Erzbischof von Köln (1306–1332)
          4. Eberhard von Virneburg, Komtur in Ramersdorf
          5. Philipp II. 1292–1324 ⚭ Hilla von Cissen
            1. Philipp III.
            2. Johann

          6. Mechtild von Virneburg, ⚭ Hermann von Müllenark
          7. Kunigunde 1291–1297 ⚭ Johann von Reifferscheid
          8. Imagina von Virneburg, Äbtissin von St. Maria im Kapitol in Köln

        3. Hermann von Virneburg, 1269–1293 Kanonikus in Karden
        4. Gertrud ⚭ Wilhelm von Manderscheid 1247–70

      2. Philipp von Virneburg

    2. Friedrich von Virneburg